# Huiping (köpinghuvudort i Kina, Jiangsu Sheng, lat 31,76, long 121,78)
Huiping är en köpinghuvudort i Kina. Den ligger i provinsen Jiangsu, i den östra delen av landet, omkring 280 kilometer öster om provinshuvudstaden Nanjing. Antalet invånare är 78 955. Befolkningen består av 41 884 kvinnor och 37 071 män. Barn under 15 år utgör 8,0 %, vuxna 15-64 år 72 %, och äldre över 65 år 19,0 %.
Runt Huiping är det tätbefolkat, med 849 invånare per kvadratkilometer. Huiping är det största samhället i trakten. Trakten runt Huiping består till största delen av jordbruksmark.
Genomsnittlig årsnederbörd är 1 224 millimeter. Den regnigaste månaden är juli, med i genomsnitt 179 mm nederbörd, och den torraste är januari, med 36 mm nederbörd.